# Zona rossa dei Campi Flegrei

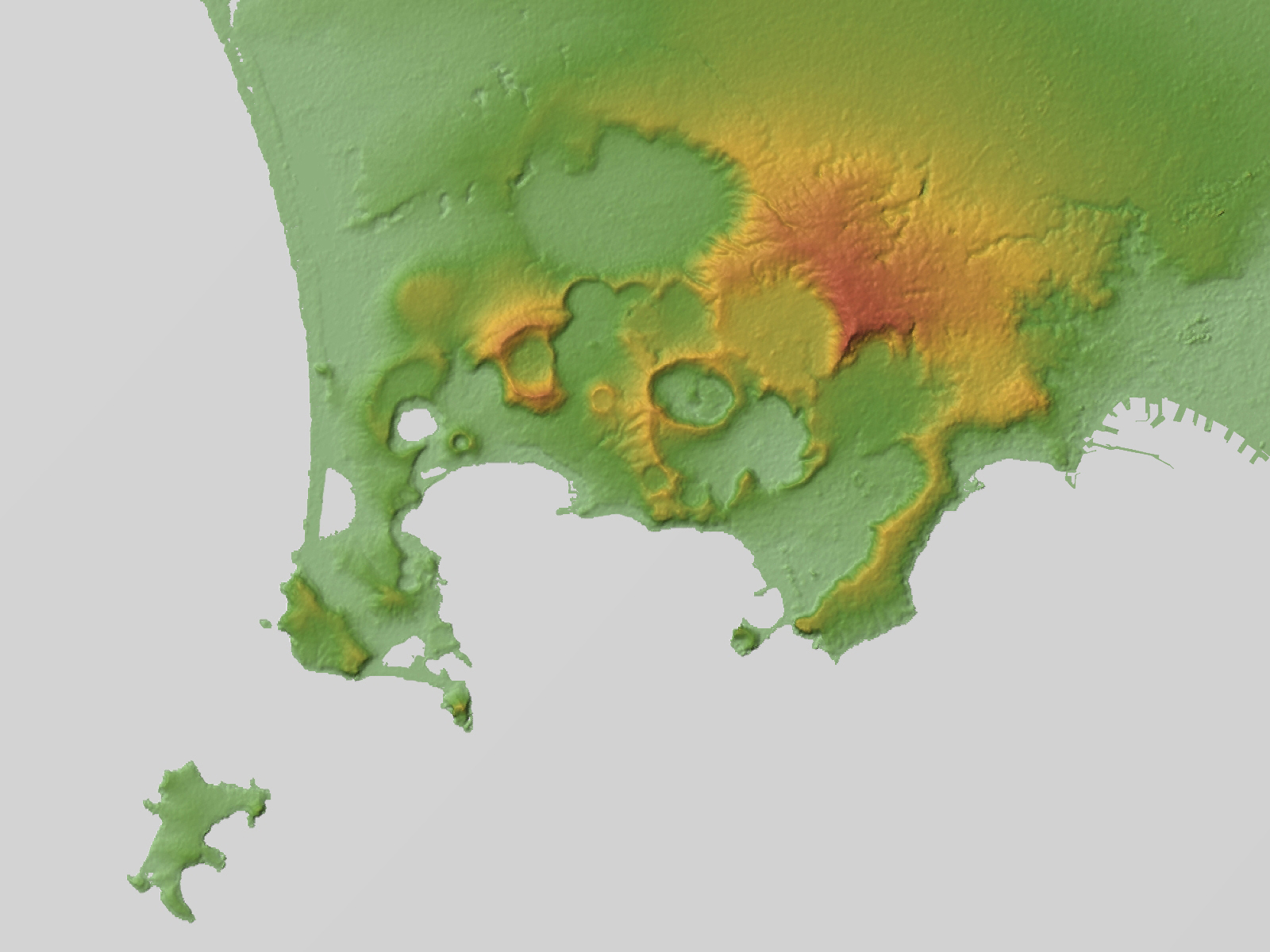
topografia dei Campi Flegrei

La zona rossa del super vulcano dei Campi Flegrei, delimita l'area a maggior rischio vulcanico nella parte occidentale della città di Napoli e dei comuni limitrofi. Premesso che non è possibile prevedere deterministicamente un'eruzione, così come non è dato di sapere in anticipo la taglia di un evento eruttivo, in caso di allarme vulcanico l'evacuazione preventiva della popolazione dalla zona rossa secondo le modalità previste dal piano di evacuazione, rimane l'unica strategia possibile per tutelare l'incolumità dei residenti. Occorre dire che il settore flegreo è altresì interessato dal fenomeno del bradisismo. Questo fenomeno millenario che caratterizza l'innalzamento o l'abbassamento del suolo soprattutto puteolano, è alla base di un rischio sismico che, per superficialità degli ipocentri, può essere piuttosto pericoloso. Il dipartimento della protezione civile ha individuato la zona bradisismica e quella bradisismica ristretta. Quest'ultima zona è quella soggetta al maggior sollevamento che ha il suo  apice in corrispondenza del Rione Terra di Pozzuoli. In queste due zone  definite d'intervento, sono previste tre misure operative valutabili immediatamente dopo i sisma. È stato quindi varato un decreto legge che prende in esame interventi per mitigare il rischio bradisismico.

## Estensione
La zona rossa ha un'estensione rapportata a uno scenario eruttivo dall'indice di esplosività vulcanica VEI4 (sub pliniana). L'area a rischio comprende alcune aree della città di Napoli con i quartieri San Ferdinando (parte), Chiaia, Posillipo, Arenella (parte), Vomero (parte), Chiaiano (parte), Soccavo, Pianura, Bagnoli, Fuorigrotta, nonché i comuni di Pozzuoli, Bacoli, Monte di Procida, Marano di Napoli (parte), Giugliano in Campania (parte) e Quarto.

## Descrizione
La zona rossa flegrea, in caso di eruzione può essere invasa da correnti e flussi piroclastici, che rimane la fenomenologia vulcanica più pericolosa e distruttiva. Il Vulcano dei Campi Flegrei, su indicazioni della commissione grandi rischi, dal mese di dicembre 2012 è al livello giallo di allerta vulcanica (attenzione), e presenta una condizione di irrequietezza molto difficile da interpretare. Un dato che è stato ulteriormente ribadito nell'ambito di un convegno scientifico tenutosi a Napoli il 27 e il 28 novembre 2017.
Ai Campi Flegrei non è stata ancora determinata, come invece è stato fatto per il Vesuvio, la zona rossa 2, cioè quel settore territoriale ricadente probabilmente a est della zona rossa 1 e da evacuare in contemporanea, dove la caduta dei prodotti piroclastici espulsi dal vulcano (cenere, sabbia, lapilli), potrebbero cagionare seri problemi e disagi alla popolazione della parte più antica di Napoli ubicata sottovento.  Secondo le regole del piano di evacuazione infatti, solo con eruzione in corso si andrebbero a individuare quali settori della città partenopea, oggi classificati gialli, che, all'occorrenza, dovrebbero essere evacuati.
I Campi Flegrei caratterizzano una vasta caldera vulcanica soggetta a multirischi: da quello principale, eruttivo, ma anche eruttivo freatico,  a quello sismico e di emanazioni gassose (anidride carbonica e idrogeno solforato) dal sottosuolo. Soprattutto l'anidride  carbonica, più pesante dell'aria, tende a ristagnare in ambienti confinati  o in avvallamenti del terreno. La genesi dei fenomeni sono tutti riconducibili alla matrice magmatica dell'area.

## Piani d'emergenza
Così come per il Vesuvio, per la determinazione della zona rossa flegrea e quindi per l'elaborazione dei piani d'emergenza, è stato necessario, a cura dell'autorità scientifica, individuare con calcoli probabilistici l'eruzione massima di riferimento, valutata dagli esperti in un evento di taglia media (VEI4). L'ultima eruzione al Monte Nuovo, risale al 1538 e fu di modeste dimensioni (VEI 3).
I piani di evacuazione sono stati elaborati, e quando saranno capillarmente diffusi e testati, interesseranno la sicurezza di 550.000 abitanti.
Anche per i Campi Flegrei, alla stregua di quanto è stato fatto per il Vesuvio, in caso di allarme vulcanico le popolazioni che saranno evacuate saranno ospitate da altrettante Regioni gemellate:
| Comune flegreo                           | Regione ospitante        |
| ---------------------------------------- | ------------------------ |
| Bacoli                                   | Marche / Umbria          |
| Giugliano in Campania (parte)            | Trentino-Alto Adige      |
| Marano di Napoli (parte)                 | Liguria                  |
| Monte di Procida                         | Abruzzo / Molise         |
| Napoli – Arenella (parte)                | Veneto                   |
| Napoli – Bagnoli                         | Basilicata / Calabria    |
| Napoli – Chiaia e San Ferdinando (parte) | Sicilia                  |
| Napoli – Chiaiano (parte)                | Friuli-Venezia Giulia    |
| Napoli – Fuorigrotta                     | Lazio                    |
| Napoli – Pianura                         | Puglia                   |
| Napoli – Posillipo                       | Sardegna                 |
| Napoli – Soccavo                         | Emilia-Romagna           |
| Napoli – Vomero (parte)                  | Piemonte / Valle d'Aosta |
| Pozzuoli                                 | Lombardia                |
| Quarto                                   | Toscana                  |